# A Daughter of the Southland
A Daughter of the Southland è un cortometraggio muto del 1917 diretto da Oscar Eagle. Prodotto dalla Selig Polyscope Company, il film aveva come interpreti Harold Vosburgh e Alma Russell.

## Produzione
Il film fu prodotto dalla Selig Polyscope Company.

## Distribuzione
Il film, un cortometraggio in due bobine, fu distribuito dalla General Film Company.